# Lutèce B.V.
Lutèce B.V. is een Nederlandse producent van champignonconserven met vestigingen in het Noord-Limburgse Horst en Velden.

## Geschiedenis
Het bedrijf werd opgericht in 1910 door de Belg Jules Vercruysse. Het bedrijf importeerde de champignon de Paris vanuit Frankrijk. De champignon was nog een exclusief gerecht en geen volksvoedsel.
In 1927 werd het merk Lutèce ingevoerd. Dit verwees naar Parijs, waar de eerste gedocumenteerde champignonteelt heeft plaatsgevonden.
In het begin van de jaren 50 van de 20e eeuw was Lutèce de grootste handelaar in verse champignons van Europa. De champignons kwamen niet meer alleen uit Frankrijk, maar ook uit België en Nederland, waar ze in grotten werden gekweekt. Omstreeks deze tijd begon ook de bovengrondse kwekerij zich te ontwikkelen.
In 1951 opende het bedrijf de eerste Nederlandse groothandel in verse champignons, en wel te Venlo. Deze werd gevolgd door Amsterdam, Den Haag en Rotterdam.
In 1959 besloot Lutèce ook champignonconserven te produceren. Deze werden in glazen potten verpakt, wat een nieuwe ontwikkeling was. In 1976, toen de champignon reeds een volksvoedsel was geworden, ging het bedrijf zich geheel op de verwerking van champignonconserven en de directe verkoop daarvan toeleggen. Ook vonden er fusies plaats. Zo fuseerde Lutèce in 1997 met de bedrijven Vervuurt, Smeets en Coenen, in 2002 met Holco, terwijl in 2009 ook Freezitt en Van de Marque werden overgenomen.

## Heden
Tegenwoordig worden de producten van Lutèce in meer dan 50 landen verkocht aan zowel industriële afnemers als aan de detailhandel. Naast glazen potten, worden ook blikken, stazakken, emmers en polybags als verpakkingsmiddel gebruikt.
In 2010 was Lutèce Europees marktleider op het terrein van paddenstoelconserven. Er wordt jaarlijks ongeveer 100 kton champignons verwerkt, welke voor het merendeel van Nederlandse kwekers afkomstig zijn.